# Boniface III de Montferrat
Pour les articles homonymes, voir Boniface.
 Boniface III de Montferrat (né le 10 août 1426 – 1494) fut marquis de Montferrat de 1486 à 1494.

## Biographie
3e fils de  Jean Jacques de Montferrat (1395 – 1445), et de Jeanne de Savoie (1392 – 1460), fille d'Amédée VII de Savoie, Boniface III accède au trône pendant l'épreuve de la guerre de Ferrare, qui avait vu l'engagement de son frère Guillaume VIII pendant la dernière partie de sa vie. Le conflit sur le front oriental du marquisat s'achève très rapidement et immédiatement Boniface doit faire face à l'avancée de la maison de Savoie, avec laquelle il signe un traité de non belligérance, par lequel il accorde en mariage sa nièce Blanche de Montferrat au duc Charles Ier.
Avec Charles Ier,  Boniface se montre assez soumis, allant jusqu'à lui proposer le titre d'héritier du marquisat de Montferrat si la maison des Paléologues restait sans héritier male. Cette offre semble être à l'origine du meurtre en 1485 de Scipion Paléologue à Casale Monferrato, organisé par leur parent Ludovic II de Saluces. Ludovico avait en effet déjà émis des prétentions au trône lors de succession de son frère Guillaume VIII, mais l'assassinat de Scipion, le fils unique mais illégitime  de Jean IV de Montferrat et de ce fait candidat lui aussi à sa succession, raidit la position de Boniface III.
Du fait de son soutien à la politique de la maison de Savoie, Boniface se trouve entraîné en 1486 dans le conflit contre le marquisat de Saluces et il occupe divers territoires des Langhe appartenant à Ludovico II. À la mort de Boniface, c'est son fils Guillaume IX qui lui succède sans contestation de la maison de Savoie ou des marquis de Saluces.

## Unions et postérité
Boniface IV contracte trois mariages. Le premier avec Orvietana Fregoso, fille de Pietro Fregoso, Doge de Gênes, qui reste stérile. Il épouse ensuite Hélène de Brosse (morte en 1484), fille de Jean II de Brosse, également sans postérité.
Il se marie en 3e noce le 8 juillet 1485 à Innsbruck, avec Marija Branković (Ohrid 1466 – Casale 27 août 1495), fille du prince serbe Étienne IV Branković dont :
- Guillaume IX (1486 – 1518), marquis de Montferrat de 1494 à 1518 ;
- Jean Georges (1488 – 1533), marquis de Montferrat de 1530 à 1533.

D'une maîtresse inconnue, Boniface eut une fille, Françoise de Montferrat, qui épousa Constantin Comnène Arianiti.